# ريغو (قلعة قاضي)
ریغو (بالفارسية: ریگو) هي قرية تقع في إيران في قسم قلعة قاضي الريفي. يقدر عدد سكانها بـ 100 نسمة بحسب إحصاء 2016.